# Бернард Болцано
Бернард Болцано (чешки: Bernard Placidus Johann Nepomuk Bolzano) е бохемски философ, математик и теолог с италиано-немски произход.

## Биография
Болцано е роден в Прага в семейство на набожни католици. Само той и още едно от дванадесетте им деца доживяват до зряла възраст. През 1796 влиза в Пражкия университет, където учи математика, философия и физика. Започва да изучава теология през 1800 и четири години по-късно става католически свещеник. През 1805 е назначен на новосъздаденото място по философия на религията. Активно се противопоставя на множество преподаватели и църковни лидери с идеите си за социалните вреди от войната и нейната непотребност. Заради нежеланието да се откаже от тези си идеи Болцано е изгонен от университета през 1819 г. Той се уединява в провинцията, където се посвещава на своите трудове на социална, религиозна, философска и математическа тематика. Въпреки че му е забранено да публикува в популярни списания след напускането му на университета, той продължава да развива и публикува своите идеи самостоятелно или в малко известни източноевропейски издания. През 1842 Болцано се връща в Прага, където умира през 1848.

## Заслуги
- Теорема на Болцано
- Теорема на Болцано-Вайерщрас за безкрайните редици
- Теорема на Болцано-Вайерщрас за средната стойност

В математиката е известен с теоремата Болцано-Вайерщрас, с Парадокси на безкрайността (Paradoxien des Unendlichen, издадена посмъртно през 1851 г.), с въвеждането на понятието за актуална безкрайност, както и с теорията си за реалните числа, различна от тези на Дедекинд, Вайерщрас, Мерай и Кантор (Reine Zahlenlehre, ръкопис от 30-те години на ХIХ век, публикуван през 1976 г.). Реалните числа на Болцано са сходни с поредиците на рационалните числа. Като логик, Болцано е предшественик на Тарски и Карнап по отношение на техните семантични дефиниции за логическата истина и логическата изводимост (Ableitbarkeit), както и в това, че въвежда понятие за следствие (Abfolge), което съответства на понятието на Генцен. Освен това, Болцано въвежда ново понятие за аналитичност, в чиято основа стои операцията на заместването, или още методът на вариацията, на представите (Vorstellungen), който е негово откритие и се обсъжда широко от логиците от Лукашьевич (1913) до Бар-Хилел и Ван Бентем. Методът се състои в заместването на представите или на компонентите на пропозициите (Sätze): като ги заместваме, ние получаваме истинни и погрешни варианти на оригиналната пропозиция и така установяваме нейната валидност (Gültigkeit). Също така, Болцано въвежда понятието за индуктивна вероятност, което прокарва мост между дедуктивната и индуктивната логика, като генерализира изводимостта в ограничена област.

Като философ Болцано е предшественик на аналитичната философия и феноменологията. Основният му труд – Теория на науката (Wissenschaftslehre, 1837), е открит от учениците на Брентано. Неговата онтология на пропозициите и представите като такива („an sich“) оказва влияние върху Хусерл и Твардовски, а с посредничеството на втория – и върху развитието на логическата семантика на Лвовско-Варшавската школа. Критик на Имануел Кант и немския идеализъм, Болцано се ситуира между Лайбниц и Фреге, като продължава метафизиката на първия и предшества семантичния платонизъм на втория. В Теория на науката Болцано осъществява проект за нова логика като теория на науката. По негово време понятието „логика“ се употребява в по-широк смисъл, който включва, освен формалната логика, също епистемологията и философията на науката. Болцано отделя логиката от психологията, за да обоснове по-добре математиката. Още през 1810 г. (Beyträge zu einer begründeteren Darstellung der Mathematik) той определя математиката като наука, занимаваща се с общите закони, на които нещата трябва да съответстват в съществуването си. Така смисълът на Болцановата теория на науката е да осигури добри логически и епистемологични основи на математиката.

## Трудове
- Paradoxien des Unendlichen (Парадоксите на безкраността).
- Wissenschaftslehre, 1837 (Теория на науките). Може би най-известният труд на Болцано, в който той се опитва да постави логическите основи на всички науки.
- Lehrbuch der Religionswissenschaft (Учебник по религиознание).

## Изследвания
- Анита Касабова. Химери и realia: Болцано и/или Майнонг за представите без предмет. – Философски алтернативи, 2010, № 4,

1. ↑  jk01012602 //   Посетен на 15 май 2020 г.